# 台灣設計研究院

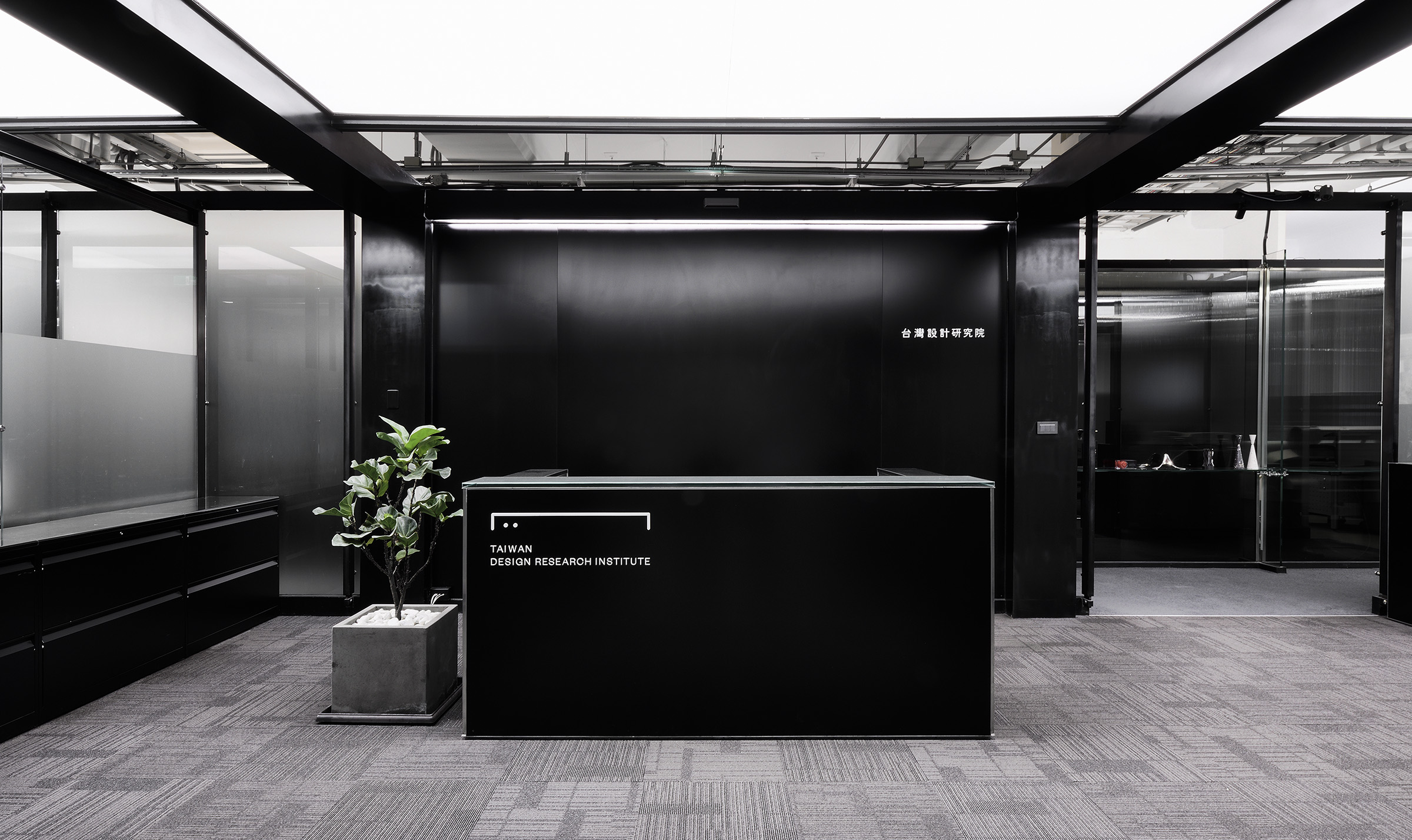
台灣設計研究院入口

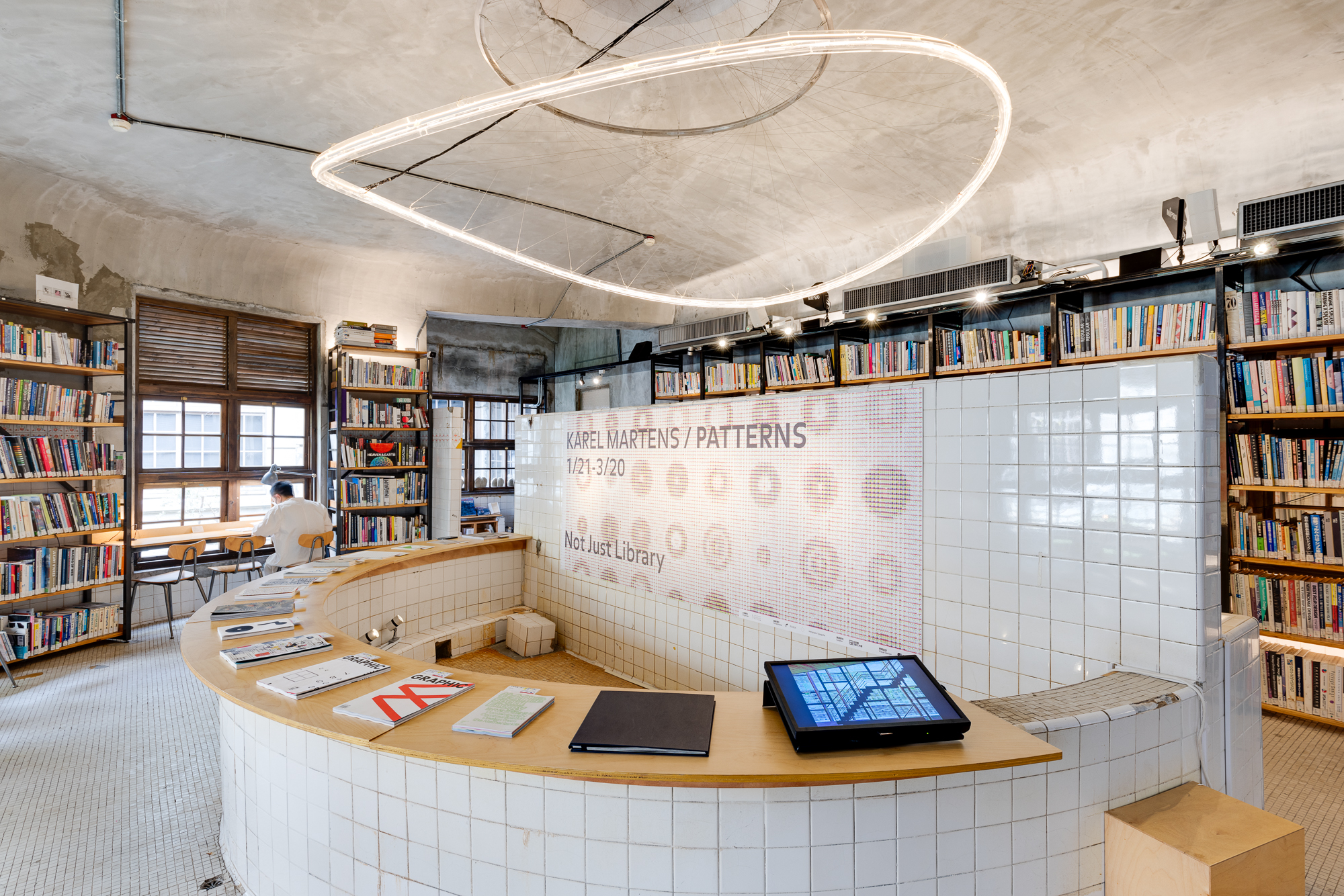
不只是圖書館內部

台灣設計研究院（簡稱設研院、TDRI）為中華民國國家級設計研究院，座落於松山文創園區北向製菸工廠2樓。

## 沿革
1979年3月16日，中華民國對外貿易發展協會成立「中華民國對外貿易發展協會產品設計推廣處」，首任處長鄭源錦曾任大同公司工業設計課首任課長；產品設計推廣處對國外之名稱為「台灣工業設計推廣中心」（Taiwan Industrial Design Promotion Center），簡稱「台灣設計中心」（Taiwan Design Center）。1990年，外貿協會產品設計推廣處擴編為「中華民國對外貿易發展協會設計推廣中心」。
2003年6月由經濟部邀請包括經濟部工業局、經濟部國際貿易局在內的多家單位協助成立「台灣創意設計中心」，2004年2月7日台灣創意設計中心對外開放。2019年10月23日，總統蔡英文於經濟部「全國設計論壇」閉幕式致詞，宣布2020年台灣創意設計中心將升格為台灣設計研究院，同年12月5日行政院院長蘇貞昌拍板台灣創意設計中心2020年升格為台灣設計研究院，預算拉高到2020年度新臺幣5.3億元。2020年2月，台灣創意設計中心升格為台灣設計研究院。
負責舉辦金點設計獎、國際創意設計論壇、台灣國際創意設計大賽、台灣設計展（前台灣設計博覽會）、新一代設計展和國際重要創意設計組織活動。2020年獲得總統創新獎。

## 組織
下設有設計研發組、前瞻研發組、政策研發組、國際發展組、產業創新組、產業前瞻組、品牌推廣組、公共服務組、人文創新組、地方創新組、營運推廣組，並設有設計領域的專門圖書館「不只是圖書館 （页面存档备份，存于）」（前設計圖書館）。

## 参見
- 金點設計獎
- 臺灣文博會
- 新一代設計展
- 台灣設計展

## 外部連結
- 官方网站 （繁體中文）
- YouTube上的台灣設計研究院頻道 （繁體中文）
- 台灣設計研究院的Facebook專頁 （繁體中文）
- 台灣設計研究院的Instagram帳戶 （繁體中文）